# 世界長ユニオン

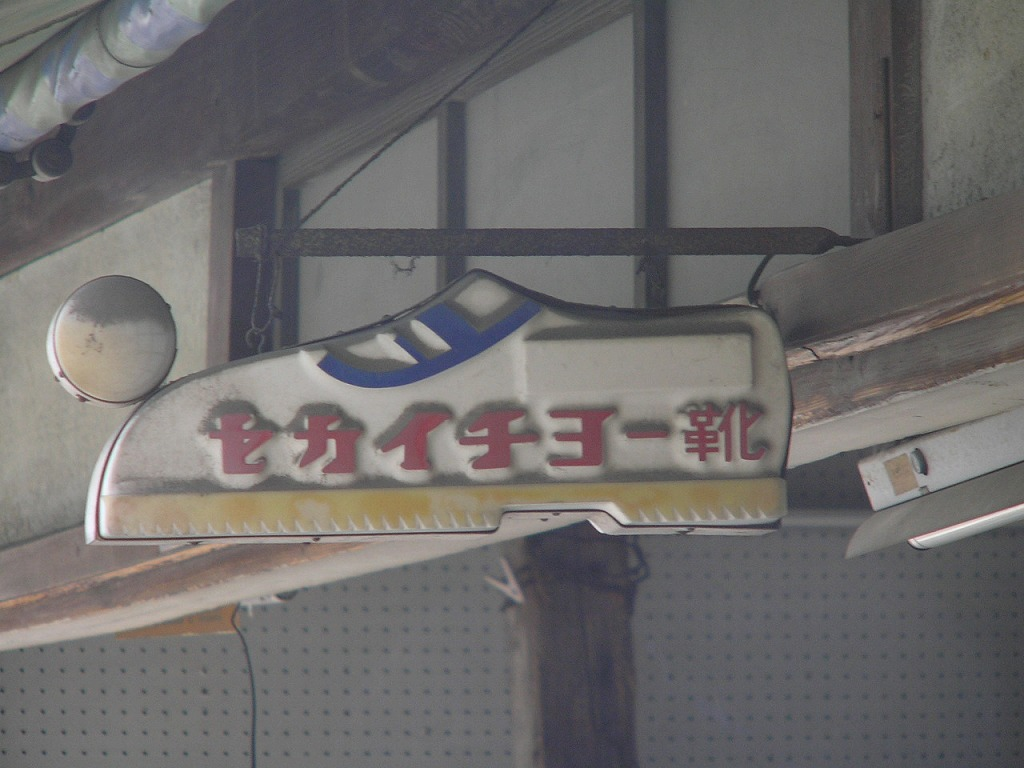
今も地方都市の靴店店頭に残る「セカイチョー靴」のレトロ看板

世界長ユニオン株式會社（せかいちょうユニオン）は、かつて存在したシューズ製造・販売会社。

## 概要
東京都江戸川区に本社を置き、オカモトグループに属した。その源流で前身の世界長株式会社（せかいちょう、通称・セカイチョー）は大阪証券取引所（現在は東京証券取引所プライム及びスタンダード）に上場していた。創業地大阪市北区中津の本社（Osaka Metro中津駅直結）や兵庫県西宮市の工場跡地はマンションが建つ。
海外ブランド FILA、PRO-Kedsやアムトラなどの輸入販売、オカモトオリジナルブランド「ドクターアッシー」などを販売している。オカモトのシューズ事業部門時代にオカモトオリジナルハイプレイヤーなども国内製造も含めて扱った。
かつては三和グループに属していたためみどり会の会員企業だったが、2003年の会社更生法適用により倒産したため退会した。その後芙蓉グループのメンバーであるオカモトの傘下に入った。
本社は東京都江戸川区に置かれているが、登記上の本店はオカモトと同じ東京都文京区に置かれていた。2023年に親会社であるオカモトへの合併により消滅した。

## 沿革
- 1919年 - 大阪府西成郡豊崎町（現在の大阪市北区）に大阪ゴム底足袋株式会社を設立、中井熊太郎が創業。「お祭り足袋」の生産を始めた。
- 1937年 - 世界長ゴム株式会社に商号変更、「中小企業の集まりでも力を合わせれば、世界の長になれる」から
- 1961年 - 大証2部に上場。（上場当時の証券コードは5143）
- 1962年 - 大証1部に指定替え。
- 1964年 - 世界長株式会社に商号変更。
- 2003年 - 子会社4社とともに会社更生法の適用を申請。負債総額は5社合計で約101億4,300万円[3]。
- 2004年 - オカモト化成品販売株式会社が吸収分割により世界長株式会社からシューズ事業を承継し、世界長株式會社に商号変更。オカモトの100%子会社となる。
- 2007年 - オカモトのシューズ販売部門を世界長に統合。
- 2010年 - 紳士靴メーカーのユニオン・ロイヤル株式会社と合併、「世界長ユニオン株式會社」に商号変更、本社も東京都江戸川区へ移転。
- 2023年4月1日 - オカモトに吸収合併され法人格が消滅[1]。

## オリジナル商品
TOPAZ（トパーズ）
婦人用コンフォートシューズ。3Eワイズ。靴底にコルクとラバーを使用。中敷に低反発素材を使用。
Dr.ASSY（ドクターアッシー）
メンズ本革コンフォートシューズ。3Eワイズ。靴底に軽量EVAとラバーを使用。エアー・ベンチレーション採用。
リビットキッズ
キッズシューズ。バイオメカニクスにより理想的な骨格形成を促す。
Panther（パンサー）
1964年に登場した国産スポーツスニーカー。ジャガー・クーガー・オニツカタイガーなど同様に国産のスニーカーとして大変人気があった。柏原芳恵がCMを担当。一時販売終了していたが2016年に復活。

## 販売終了商品
グッピー
子供向けスリッポン。男子用(白・紺)と女子用(白・赤)があり、独自のキャラクターの小さなワッペンが甲に貼付され、中敷にグッピーの図柄があしらわれていた。15〜23cmの設定。
ビニールロダン
学童向け前ゴムシューズ。15〜24.5cmの設定。
世界長地下タビ
大阪ゴム底足袋時代から「世界長」ブランドを付けた地下足袋。